# Ищенко, Николай Павлович
Никола́й Па́влович И́щенко (укр. Микола Павлович Іщенко; род. 26 мая 1946) — украинский и советский ученый, философ, гуманист-демократ, политолог, энциклопедист, доктор философских наук (1990), профессор (1992), заслуженный работник образования Украины (2008). С 1986 года — основатель и руководитель научной школы Украины по философии гуманизма и демократии.  Автор более 310 научных публикаций, из них более 30 монографий, учебников и учебных пособий.

## Образование, служебная карьера
Николай Ищенко родился в семье офицера-орденоносца, фронтовика Второй мировой войны. В 1964 г. окончил Золотоношскую среднюю школу № 4 и в 1965 г. — Золотоношский техникум ветеринарной медицины.
В 1965–1968 гг. проходил военную службу в ракетных войсках стратегического назначения Вооруженных Сил СССР.
В 1973 г. окончил философский факультет Киевского государственного университета имени Тараса Шевченко. В 1973–1977 гг. — преподаватель, доцент Донецкого политехнического института. С 1977 г. — доцент, с 1991 г. — профессор кафедры философии Черкасского государственного педагогического института. В 1990 г. защитил в Москве докторскую диссертацию «Сущность, противоречия и тенденции социального становления молодёжи (социально-философский аспект юноведения)».
С 1994 г. по 2015 гг.— заведующий кафедрой политологии, культурологии и права, с 2008 г. — заведующий кафедрой государственного управления и социально-политических наук Черкасского национального университета имени Богдана Хмельницкого. В 2018 г. избран на должность профессора кафедры государственной службы, публичного администрирования и политологии Черкасского национального университета. Действительный член (академик) Украинской академии политических наук (2007) и Украинской академии наук национального прогресса (1993). Член Национального союза журналистов Украины (2010).

## Научные достижения
Ищенко Н. П., сформулировав и обосновав немало оригинальных философских идей и теорий, внес вклад в развитие социальной философии, разработал теорию социального становления человека, стал одним из разработчиков нового направления перспективных фундаментальных исследований — ювенологии. Создал собственную философскую систему, аргументированную объективными законами, законами и принципами философии. В своих трудах он разработал философию гуманизма и демократии, прогрессивного мирного жизнетворчества, которая эволюционирует на основе методологии эволюционизма, коэволюции и человекоцентризма, на новой общецивилизационной мегапарадигме прогресса и аргументируется принципами гносеологии, плюрализма, мировоззренчески-антропоцентрической аргументации и нелинейного, полицентрического мышления.
В основу своей философии гуманизма и демократии Ищенко положил истину о всеобщей действенности объективных законов эволюции. В созданной им философской системе системообразующими теориями являются: 1) теория сущности и модель механизма действия объективного закона социального становления человека; 2) системная теория и методология двуединства философии гуманизма и демократии; 3) новая теория и динамическая модель гуманно-демократического жизнетворчества; 4) теория современной государственной политики и модель гуманно-демократического публичного управления; 5) аргументированная объективными законами философия ценностей патриотизма и Кодекса чести патриотов Украины; 6) теория и методология ювенологии как нового, открытого Н. Ищенко направления фундаментальных исследований.
Разработаная им на основе философских работ Аристотеля и Георга Гегеля о становлении бытия теория социального становления человека заключается в том, что социальное становление человека является сложным двуединым процессом индивидуального и группового присвоения социально-гуманистической сущности, включения человека в жизнетворчество общества. Авторская теория верифицируется всеобщностъю объективных законов эволюции, доказанной Эрвином Шрёдингером в работе «Что такое жизнь?», а также доказанной Ч. Дарвином, Р. Клаузиусом и другими учеными действенностью законов физики в биологических, социально-экономических и в других системах. 
В 1983–1989 гг. Н. Ищенко осуществил научную разработку и открытие закона социального становления человека — основного закона социальной эволюции. Он всесторонне аргументировал в соответствии с объективным законом равенства и противоположности сил действия и противодействия своё определение объективного закона социального становления человека: «На человека, включенного в жизнетворчество общества в сферах образования, культуры, науки, производства и других, воздействуют два противоположных процесса, определяющих соотношение сил действия и противодействия возрастанию социальности человека, развитию разума человека и эволюции его социальной гуманности и демократичности, как сущностных, врожденных конструктов социального становления человека разумного (Homo sapiens)».
Закон социального становления человека заключается в соотношении действия и противодействия в нем: КПД=А/(А+В) ×100 %, 
где КПД — коэффициент полезного действия социального становления человека; А — сумма полезных затрат по содействию социальному становлению человека; В — сумма затрат по противодействию социальному становлению человека.
Ученый исследовал и аргументировал объективный закон неразрывной взаимозависимости принципов гуманизации/дегуманизации, демократизации/тоталитаризации, деэтатизации/этатизации, децентрализации/централизации и деконцентрации/концентрации, а также показал его действенность в сферах разделения труда, разделения собственности, разделения власти и разделения социальных групп и отношений. На основе данного закона он научно обосновал модель определения коэффициента полезного действия публичной власти. Ученый создал динамическую модель гуманно-демократического жизнетворчества.
Ищенко принял участие в разработке теории, принципов ювенологии — науки, включающей в себя систему знаний о молодежи, о социальных механизмах ее жизнетворчества, а также обосновал философскую, методологическую теорию ювенологии. В ряде статей (1985 - 1989 г.г.) и индивидуальной монографии «Социальное становление советской молодежи» (1989) ученый впервые ввел в научное обращение категории «социогенез» и «социальное становление человека/личности/молоодежи».

## Общественная деятельность
Н. П. Ищенко работал в 1986–1991 гг. в рабочих группах Верховного Совета СССР по вопросам помилования диссидентов и Совета Министров СССР по вопросам социально-экономических реформ. Принимал участие в разработке моделей созидания демократического общества, образования Содружества Независимых Государств, мирного выхода из него и признания суверенитета бывших союзных республик, а также в подготовке Конституции Украины, принятой Верховным Советом Украины в 1996 г.
Им внедрены в жизнь такие демократическе инновации его научно-теоретических исследований: критическое отношение к марксистско-ленинскому учению и к партийно-номенклатурной бюрократии, отказ от принудительного вступления в ВЛКСМ, борьба с антиподами гуманного, демократического образа жизни, борьба со своеволием, коррупцией коммунистических партийных чиновников-бюрократов, требование отмены 6 ст. Конституции СССР (о руководящей роли КПСС) и др. Бюрократическая партийная и педагогическая номенклатура восприняла его инновационные идеи негативно, подвергала его нападкам и создавала препятствия в научно-образовательной деятельности.
По результатам научных исследований и при участии Н. Ищенко был принят Закон Украины «О содействии социальному становлению и развитию молодежи в Украине» от 05.02.1993 г., № 2998-ХІІ.

## Награды
- 1991 г.  --  Нагрудный знак "Отличник народного образования УССР"
- 1996 г. — Почетная грамота Министерства образования Украины
- 2001 г. — Почетная грамота Министерства образования Украины
- 2008 г. — Почетное звание «Заслуженный работник образования Украины»[4]

### Монографии
- Социалистический образ жизни и личность : [монографія] / Н. П. Ищенко. — Киев : Высшая школа, 1985. — 182 с.
- Социальное становление советской молодежи : [монографія] / Н. П. Ищенко. — Киев : Высшая школа, 1989. — 239 с.
- Людинознавча компетентність керівника, менеджера, спеціаліста : [монографія] / М. П. Іщенко, І. І. Руденко ; за ред. М. П. Іщенка. — Черкаси : Відлуння-Плюс, 2003. – 200 с.
- Людина у Всесвіті і світовій цивілізації : [монографія] / М. П. Іщенко, І. І. Руденко ; за ред. М. П. Іщенка. — Київ : УБС НБУ, 2013. — 458 c..

### Основные учебные пособия
- История Украины : учеб. пособие / Н. И. Бушин, Н. П. Ищенко, В. И. Коваль, В. Ю. Крушинский. — Киев-Черкассы : СІЯЧ, 1996. – 384 с. (гриф МОНУ).
- Політологія : навч. посіб. для студ. вищ. навч. закл. / М. П. Іщенко.– Черкаси : ЧНУ ім. Б. Хмельницького, 2004. — 388 c. (гриф МОНУ).
- Політологія: питання теорії і методики : навч.-метод. посіб. / М. П. Іщенко, Ж. В. Деркач ; ред. М. П. Іщенко. — Черкаси : ЧНУ ім. Б. Хмельницького, 2006. — 320 с.
- Культурологія : навч. посіб. / М. П. Іщенко, П. І. Гаман, О. М. Іщенко, А. О. Овчаренко ; за ред. М. П. Іщенка. — Черкаси : ЧНУ ім. Б. Хмельницького, 2008. — 292 с. (гриф МОНУ).
- Філософія науки: питання теорії і методології : навч. посіб. / М. П. Іщенко, І. І. Руденко ; за ред. д-ра філос. наук, проф. М. П. Іщенка. — Київ : УБС НБУ, 2010. — 442 c. (гриф МОНУ).
- Основи демократії : навч.-метод. посіб. / М. П. Іщенко, О. М. Іщенко, П. І. Гаман ; за ред. д-ра філос. наук, проф. М. П. Іщенка. – Черкаси : ЧНУ ім. Б. Хмельницького, 2011. – 232 с.
- Публічне управління та адміністрування : навч.-метод. посібник / М. П. Іщенко, О. М. Іщенко, Л. Я. Самойленко ; за ред. М. П. Іщенка. — Черкаси : Вид. ФОП Гордієнко Є. І., 2017. — 476 с.
- Патріот України у системі цінностей філософії гуманізму і демократії : навч. посіб. / М. П. Іщенко. — Черкаси : ЧНУ ім. Б. Хмельницького, 2021. — 188 с. Режим доступа: http://eprints.cdu.edu.ua/4610/
- Патріот України у системі цінностей філософії гуманізму і демократії: Кодекс честі патріотів України. — Черкаси : ЧНУ ім. Б. Хмельницького, 2021. — 22 с. Режим доступу: http://eprints.cdu.edu.ua/5195/1/%D0%B1%D0%B8%D0%B1%D0%BB.%D0%A7%D0%9D%D0%A3_%D0%9A%D0%9E%D0%94%D0%95%D0%9A%D0%A1%2C%D0%9F%D0%95%D0%A0%D0%95%D0%94%D0%9C%D0%9E%D0%92%D0%90.pdf

### Энциклопедии, словари
- Соціально-політичний словник-довідник : навч.-метод. посіб. для вузів / М. Іщенко, В. Андрущенко, М. Титарчук, П. Маленко; за ред. проф. М. Іщенка. — Київ–Черкаси : Відлуння-плюс, 1999. – 304 с. (гриф МОНУ).
- Філософія політики: короткий енциклопедичний словник / авт.-упоряд.: В. П. Андрущенко, Т. В. Андрущенко, М. П. Іщенко [та ін.]. — Київ : Знання України, 2002. — 670 с. (гриф МОНУ).
- Соціально-політична енциклопедія / М. П. Іщенко, О. М. Іщенко ; за ред. М. П. Іщенка. — Черкаси : ІнтролігаТОР, 2012. – 636 c.

### Брошюры
- Сущность, противоречия и тенденции социального становления молодежи (социально-философский аспект юноведения) / Н. П. Ищенко. — М., ИМ РАН, 1990. — 48 с.
- Социально-философские проблемы юноведения / Н. П. Ищенко. — М. : ИМ РАН, 1992. — 50 с.
- Молодёжная политика и социально-политические ориентации молодежи / Н. П. Ищенко. — М. : ИМ РАН, 1993. — 61 с.

### Избранные статьи
- Закон перемены труда и его действие при социализме / Н. Ищенко, В. Лиходей, Г. Постригань // Вестник Киевского университета. Серия Экономика. — 1971. — № 13. — C. 16–20.
- Підвищення культури потреб // Філософська думка. — 1984. — № 5. — С. 14–16.
- Вдосконалення способу життя як фактор виховання молоді // Філософська думка. — 1986. — № 2. — С. 10–17.
- Социальное становление молодежи в условиях современной цивилизации // Вторая Междунар. науч.-практ. конф. «Молодежь в процессе обновления в социалистических странах» — М., 1988. — С. 7–9.
- Життя — найвища цінність у людини // Вісник Черкаського університету. Серія Філософія. — [Початок].  —  Черкаси, 1999. — Вип. 14. — С. 3–12;
- Життя — найвища цінність у людини // Вісник Черкаського університету. Серія Філософія: [продовження]. — Черкаси, 2000. — Вип. 20.
- Теоретико-методологічні засади реформування державної служби та державного управління в Україні // Вісник державної служби України. — 2010. — № 3. — С. 13–18.
- Людина в суспільстві знань. Парадигми постнекласичної науки / М. П. Іщенко, І. І. Руденко // Українська людина в європейському світі: виміри ідентичності : навч. посіб. — Київ, 2015. — С. 395–428.
- Філософія гуманізму і демократії — квінтесенція соціально-гуманістичного становлення людини та світової цивілізації // Вісник Черкаського університету. Серія Філософія. — 2016. — № 2. — С. 3–10.
- Філософія гуманізму і демократії / М. П. Іщенко, О. М. Іщенко // Вісник Черкаського університету. Серія Філософія. — 2017. — № 1. — С. 64–71.
- Ищенко Н. П. Человек и Вселенная — центральные объекты научного познания и исследований в философии науки // «Шості Бердяївські читання»: Матер. Міжнар. наук.-практ. конф., Біла Церква, 2018 — С. 40–42. Режим доступа: https://science.btsau.edu.ua/sites/default/files/tezy/tezy_berd_chit_18.pdf
- Іщенко М. П. Філософія гуманізму і демократії — основа ефективності державної політики, гарант прогресивного розвитку України // Регіональна політика: історія, політико-правові засади, архітектура, урбаністика : зб. наук. праць в 2 ч.: Четверта міжнародна наук.- практ. конф. — Київ–Тернопіль : Бескиди, 2018. — Вип. 4, ч. 1 — 292 с. — С. 45–50. Режим доступа : https://repositary.knuba.edu.ua/items/7c84cad3-eb3f-4ec0-a353-9cdedea36e2f/full
- Николай Ищенко. Философия гуманизма и демократии как высший критерий гуманности и демократичности открытого общества: — Вип. 15. Матер. ХV Міжнар. наук. практ. інтернет-конф., Переяслав-Хмельницький, 2018. — 288 с. Режим доступа : https://humanitarica.webnode.com.ua/_files/200000142-86bca87b6b/Гуманітарика%2015.pdf
- Іщенко М. П. Сучасна філософія про об’єктивний закон глобального еволюціонізму науки // «Сьомі Бердяївські читання». Матер. Міжнар. наук.-практ. конф., Біла Церква, 2019. — С. 3–5. Режим доступа: https://science.btsau.edu.ua/sites/default/files/tezy/zbirnik_tez_berd_chit_2019.pdf
- Іщенко М. П. Цінності свободи, влади і публічного управління в мегаполісах у вимірах гетерогенності // Регіональна політика: політико-правові засади, урбаністика, просторове планування, архітектура [зб. наук. пр.]. Вип. V. Матер. Міжнар. наук.-практ. конф. — Київ–Тернопіль : «Бескиди», 2019. В 2-х ч. — Ч. І. — 370 с. — С. 9–12. Режим доступа: http://eprints.cdu.edu.ua/4087/1/region.pdf
- Микола Іщенко. Дієвість закону соціального становлення молоді на цінностях філософії гуманізму і демократії // «Гуманітарний простір науки: досвід та перспективи» : зб. Матеріалів ХХІІ Міжнарод. наук. практ. інтернет-конф., 30 квітня 2019 р. — Переяслав-Хмельницький, 2019. — Вип. 22. — 472 с. — С. 453–457. Режим доступа: https://drive.google.com/file/d/1QHr87llJmVhCKCn6HeHXFS-xEsZhEK2o/view
- Іщенко М. П. Актуалізація проблем філософії науки і техніки як напряму філософських досліджень // «Восьмі Бердяєвські читання» : Матер. Міжнар. наук.-практ. конф., Біла Церква, 2020. — 55 с. — С. 35–38. Режим доступа: https://science.btsau.edu.ua/sites/default/files/tezy/berd_chyt_2020_v_8.pdf
- Патріот України в аксіології філософії гуманізму і демократії: аспект єдності українського суспільства / М. П. Іщенко // Філософські, історіософські та педагогічні аспекти єдності українського суспільства : матеріали Всеукраїнської міжгалузевої науково-практичної онлайн-конференції. – Київ : ІОД НАПНУ, 2021. — 358 с. — С. 130–139. Режим доступа: https://iod.gov.ua/content/events/26/materiali-konferenciyi-filosofski--istoriosofski-ta-pedagogichni-aspekti-yednosti-ukrayinskogo-suspilstva_publications.pdf?1651074797.7375
- Іщенко М. П. Виживання українського патріотизму в соціотектоніці містобудування та в соціальній еволюції цінностей філософії гуманізму і демократії // Просторове планування: містопланування, архітектура, політичні та соціокультурні засади [зб. наук. пр.]. Вип. ІІ. В 2-х ч. — Київ–Тернопіль : КНУБА, «Бескиди», 2021. —Частина 1. – 283 с. – С. 23–28. Режим доступа: https://lib.lntu.edu.ua/sites/default/files/2022-01/Zbirnik_materialiv_konferentsii_Prostorove_planuvanniia_2021_Chastina_1.pdf
- Іщенко М. П. Закон соціального становлення людини розумної (Homo sapiens) // Проблеми та перспективи сучасної науки та освіти: Матер. V Міжнар. наук.-практ. конф., Львів, 2022. – С. 48–50. Режим доступа: http://fps-visnyk.lnu.lviv.ua/archive/43_2022/43_2022.pdf
- Ищенко Н. Закон социального становления человека разумного (Homo sapiens) // «Гуманітарний простір науки: досвід та перспективи»: Матер. 35 Міжнар. наук.-практ. інтернет-конф., Переяслав, 2022. – Вип. 35. – С. 150–155.
- Іщенко М. П. Об’єктивний закон соціального становлення людини: вплив на еволюцію українців // Проблеми цивілізаційної суб’єктності України: місія науки і освіти: Матер.Всеукр. міжгалуз. наук.-практ. онлайнконф. – Київ : НАПНУ, 2022. – 722 с. – С. 365–376. Режим доступа: https://iod.gov.ua/content/events/37/vseukrayinska-mizhgaluzeva--naukovo-praktichna-onlayn-konferenciya-problemi-civilizaciynoyi-subyektnosti-ukrayini--misiya-nauki-i-osviti_publications.pdf?1667396816.7328